# Copa San Juan Gobierno
Il Copa San Juan Gobierno è stato un torneo professionistico di tennis giocato su campi in terra rossa. Faceva parte dell'ATP Challenger Tour. Si giocava annualmente a San Juan in Argentina.

## Albo d'oro

### Singolare
| Anno | Campione          | Finalista         | Punteggio           |
| ---- | ----------------- | ----------------- | ------------------- |
| 2014 | Diego Schwartzman | João Souza        | 7–6(5), 6–3         |
| 2013 | Guido Andreozzi   | Diego Schwartzman | 6(5)–7, 7–6(4), 6–0 |
| 2012 | Thiemo de Bakker  | Martín Alund      | 6–2, 3–6, 6–2       |

### Doppio
| Anno | Campioni                          | Finalisti                          | Punteggio         |
| ---- | --------------------------------- | ---------------------------------- | ----------------- |
| 2014 | Martín Alund (2) Facundo Bagnis   | Diego Schwartzman Horacio Zeballos | 4–6, 6–3, [10–7]  |
| 2013 | Guillermo Durán Máximo González   | Martín Alund Facundo Bagnis        | 6–3, 6–0          |
| 2012 | Martín Alund (1) Horacio Zeballos | Nicholas Monroe Simon Stadler      | 3–6, 6–2, [14–12] |